# تیروآن
تیروآن (به فرانسوی: Thérouanne) یک کمون در فرانسه است که در پا-دو-کاله واقع شده‌است. تیروآن ۸٫۳۷ کیلومتر مربع مساحت دارد ۳۸ متر بالاتر از سطح دریا واقع شده‌است.